# Frans Daels
Frans Daels (Anvers, 7 janvier 1882 – Gand, 22 décembre 1974) fut un médecin et un homme politique belge nationaliste flamand.
Daels étudia la médecine à l'université catholique de Louvain et à l'université de Gand et y fut de 1920 à 1940 professeur de gynécologie et d'obstétrique. En outre, il était également reconnu comme un spécialiste du cancer bien que ses vues à ce sujet furent fortement controversées. Il effectua des recherches pionnières à ce sujet durant son séjour en Suisse.

## Mouvement Flamand et collaboration

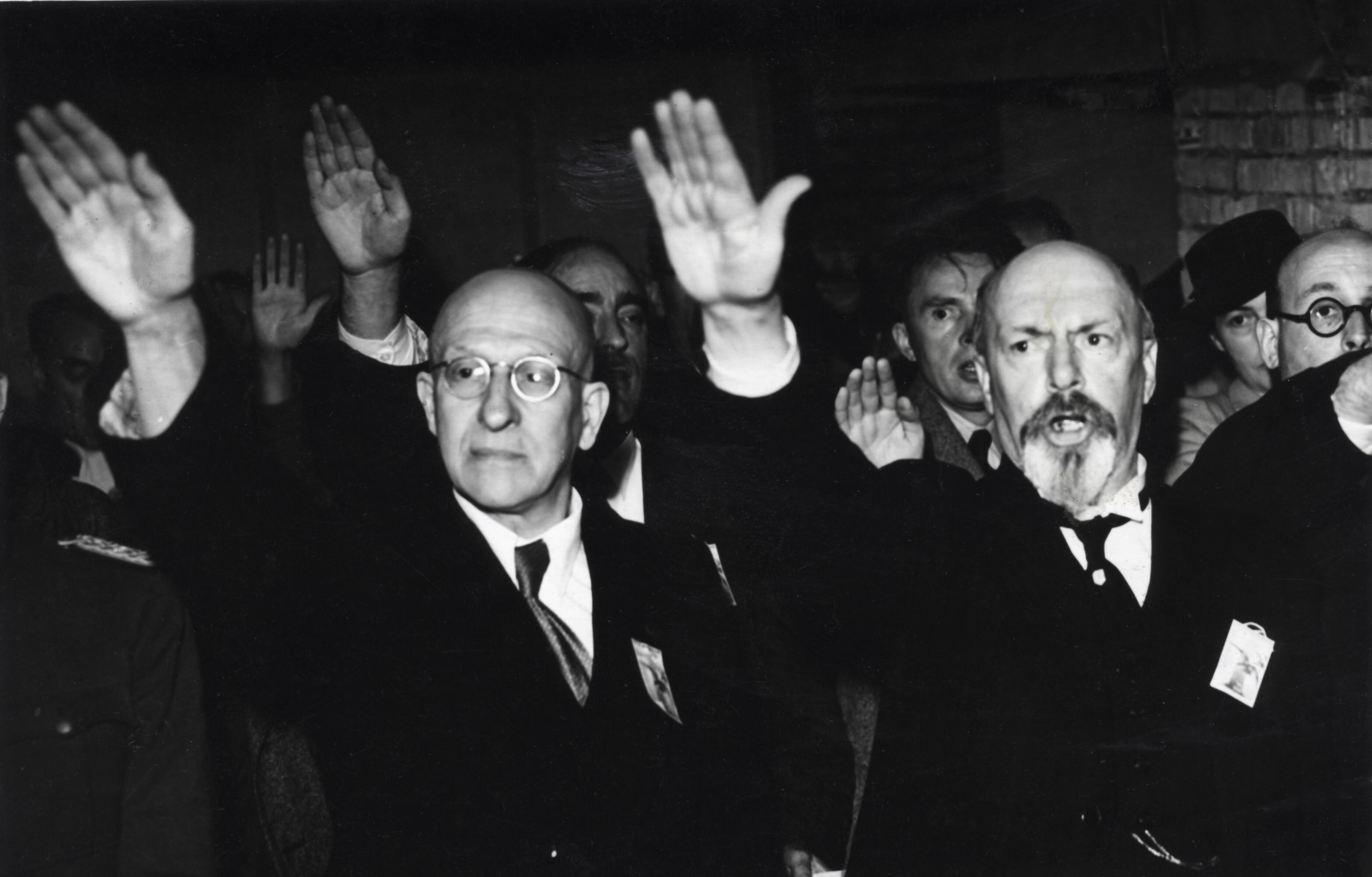
Frans Daels et Auguste Borms effectuant le salut nazi durant le 22e pèlerinage de l'Yser (1941)

Durant la Première Guerre mondiale, il exerça comme médecin militaire sur le front de l'Yser. C'est là qu'il fut témoin de la communication inadaptée entre les officiers francophones et les soldats néerlandophones, ce qui mena à des pertes inutiles au front. À cette époque, il a joué un rôle prépondérant dans le Frontbeweging. Il fonda le « Secrétariat des étudiants catholiques flamands » (en néerlandais : Secretariaat der Katholieke Vlaamse Hoogstudenten (nl))  et fut également cofondateur de Heldenhulde. Après la guerre, Daels resta actif au niveau du mouvement flamand. Il a entre autres œuvré à la néerlandisation de l'Université de Gand, organisa un congrès des sciences flamandes et fonda l'« Association des Sciences » (en néerlandais : Vereniging voor Wetenschappen). De plus, il fut président du comité du pèlerinage de l'Yser de 1925 à 1943.
Peu après l'invasion allemande de la Belgique, il fut membre, en septembre 1940 du Raad van Leiding, un conseil consultatif de la Ligue nationale flamande (VNV). Durant l'été 1941, il s'engagea dans la Légion flamande (l'unité de volontaires flamands) pour y diriger un hôpital de campagne sur le front de l'est. Se rendant compte que la Légion Flamande combattait comme unité de la Waffen-SS, Daels se retira et devint critique envers le VNV. En 1942, il démissionne du Raad van Leiding et en 1943 rend sa carte de membre,. À la libération de la Belgique en 1944, il fuit avec l'aide de différentes instances ecclésiastiques en Suisse. En 1946, il fut condamné par contumace à la peine de mort pour sa collaboration. Les biens de sa famille furent saisis, y compris un terrain et une villa à Knokke. En 1959, Daels fut autorisé à revenir en Belgique.

## Fils
Il fut le père de Paul Daels (1921-1988) qui fut également président du comité du pèlerinage de l'Yser. Un autre de ses fils fut le gynécologue José Daels (1914-2010). Ce dernier fut entre autres président de la Vlaamse Kruis (nl) et du collège des conseillers médicaux des gynécologues de Kind en Gezin.

## Sources
- (nl) Cet article est partiellement ou en totalité issu de l’article de Wikipédia en néerlandais intitulé « Frans Daels » (voir la liste des auteurs).